# Атипичный аутизм
Атипи́чный аути́зм — общее расстройство развития, возникающее вследствие нарушения развития головного мозга и характеризующееся выраженным и всесторонним дефицитом социального взаимодействия и общения, а также ограниченными интересами и повторяющимися действиями. Отличается от детского аутизма (F84.0) либо более поздним возрастом начала (после 6-х лет), либо отсутствием как минимум одного из основных диагностических критериев (стереотипий, нарушений коммуникации). В общем и целом, атипичный аутизм отличается от детского аутизма либо по возрасту начала, либо по симптоматике.
Часто встречается у детей с глубокой умственной отсталостью и у лиц с тяжёлым специфическим расстройством развития рецептивной речи. Отсутствие всех стандартных диагностических критериев аутизма при атипичном аутизме можно объяснить низким уровнем функционирования, что уменьшает возможность проявления специфического отклоняющегося поведения, требуемого для постановки диагноза детского аутизма.

## Общая информация об аутизме
Для постановки диагноза аутизма консультацию обычно проводит педиатр. Затем в случае необходимости привлекается помощь психиатра, который ставит диагноз и оценивает состояние пациента, его коммуникативные и когнитивные способности. Для оценки поведения и когнитивных способностей может привлекаться нейропсихолог. В настоящее время не существует надёжных биологических маркеров для выявления и скрининга детей с аутизмом.
Главная характеристика, которая отличает аутизм от других расстройств развития, — это социальный дефицит.
Качество жизни детей с аутизмом остаётся по-прежнему плохим, большинство из них не имеет значимых социальных отношений, социальной поддержки, будущих возможностей трудоустройства или самоопределения, и это несмотря на успехи в раннем выявлении, интенсивном вмешательстве и терапевтических подходах. Прогресс в выявлении причин аутизма идёт медленно, пока неизвестно достоверно, что его вызывает и нет средств, которые исправили бы нарушения аутизма.

## Атипичный аутизм как синдром при разных заболеваниях
Cложилось два основных направления в изучении атипичного аутизма:
- 1) выделение эндогенного процессуального аутизма, в случае, когда аутизм выделяется в структуре шизофрении,
- 2) выделение атипичного аутизма как синдрома при заболеваниях разной нозологической природы[7].

Согласно диссертации Симашковой Н. В. об атипичном аутизме в детском возрасте, к нему относятся большинство наиболее тяжёлых психотических форм аутизма в структуре разных болезней: злокачественный детский тип шизофрении, синдром Ретта, синдром Дауна, синдроме Мартина — Белл. При всех этих расстройствах атипичный аутизм проявляется на всём протяжении болезни как первичное негативное расстройство.
При атипичном процессуальном аутизме возможно возникновение регрессивно-кататонических приступов психоза, при этом со временем глубина аутизма прогрессирует до крайне тяжёлой степени.
Атипичный аутизм при синдроме Ретта вначале углублялся от лёгкого/умеренно выраженного до тяжёлого. Затем — заметный регресс и углубление аутизма, а на последней стадии, которая иногда называется «псевдостационарной» наблюдались негативизм, двигательное возбуждение с импульсивностью, двигательные стереотипии. Расстройства на последней стадии трудно отличимы от кататонических.
В случаях атипичного аутизма при синдроме Мартина — Белл (синдроме ломкой X-хромосомы) на 12—14 месяце жизни наблюдались регрессивно-кататонические приступы психоза. Глубина аутизма — от тяжёлого при психозе до лёгкого/умеренного вне обострений. На второй аутистической стадии (12—24 месяца) наблюдалась тяжёлая степень аутизма, на третьей — ещё более тяжёлая, с утратой навыков самообслуживания и опрятности, нарушением понимания обращённой речи. Последняя стадия — кататоническая и менее выраженная, с сочетанием с субступорозных состояний; у всех пациентов наблюдалась эхолалия, у части — селективный мутизм, глубина аутизма была в пределах тяжёлого.
При синдроме Дауна начало атипичного аутизма возникало в возрасте от 24—36 месяцев в форме регрессивно-кататонического приступа психоза. Первая аутистическая стадия приступа (1—2 месяца) отличалась нарушением коммуникативных навыков, отрешенностью, обеднением эмоций, нарушение индивидуального развития и задержка двигательного развития (в частности навыка самостоятельной ходьбы). Вторая стадия (1—2 месяца) — полная утрата навыков самообслуживания, потеря навыка речи, игровой деятельности, с глубиной аутизма тяжёлой степени. Третья стадия (2—3 месяца) — кататоническая стадия, смена ступорозных состояний кататоническим возбуждением, с тяжёлой степенью аутизма. Спустя 4—7 месяцев с момента начала психоза происходит постепенный выход из психотического приступа с ослаблением тяжести аутизма.
Во всех случаях наблюдалось три стадии развития атипичного аутизма: 1) аутистическая 2) регрессивная 3) кататоническая.
Клиническая картина психоза у описанных формах атипичного аутизма была схожа, но в их структуре отличались те же двигательные стереотипии: при синдроме Ретта и Мартина — Белл — архаические кататонические стволовые стереотипии, при синдроме Дауна и атипичном процессуальном аутизме — подкорковые кататонические стереотипии.

## Электроэнцефалография атипичного аутизма
Электроэнцефалография (ЭЭГ) атипичного аутизма с указанными в предыдущем разделе коморбидными заболеваниями при сформированном психозе даёт усиление θ-ритма, на стадии регресса в психозе характерна редукция α-ритма. При кататонии без регресса на третьей стадии (регрессивно-кататонического психоза) не обнаруживался θ-ритм, но заметно усиливался β-ритм. При улучшении состояния пациента восстанавливался α-ритм и заметно уменьшалась или исчезала θ-активность.
Симашкова Н. В. пришла к выводу, что ЭЭГ-коррелят регресса и незрелости выражается наличием выраженной ритмической θ-активности.

## Эпидемиология
Распространённость — 2 случая на 10 000 населения. Преобладают лица мужского пола (2—5:1).

## Этиология
В большинстве случаев в анамнезе имеются сведения о медицинских осложнениях при беременности и родах. У половины больных наблюдаются выраженные неврологические симптомы.

## Диагностические критерии
Для диагностики атипичного аутизма состояние должно соответствовать следующим критериям:

- Аномальное или нарушенное развитие проявляется в возрасте 3 лет или старше (критерии аутизма за исключением возраста манифестации).
- Качественные нарушения социального взаимодействия или качественные нарушения общения, или ограниченные, повторяющиеся и стереотипные поведения, интересы и активность (критерии аутизма, хотя минимальное количество областей, в которых отмечается нарушение, должно выдерживаться не обязательно).
- Диагностические критерии аутизма (F84.0) не выполняются.

Оригинальный текст (англ.)
- A. Presence of abnormal or impaired development at or after age three years (criteria as for autism except for age of manifestation).
- B. Qualitative abnormalities in reciprocal social interaction or in communication, or restricted, repetitive and stereotyped patterns of behaviour, interests and activities (criteria as for autism except that it is not necessary to meet the criteria in terms of number of areas of abnormality).
- C. The disorder does not meet the diagnostic criteria for autism (F84.0).

— Международная классификация болезней Десятого пересмотра (МКБ-10)
Умственная отсталость кодируется следующим образом:
- F84.11 Атипичный аутизм с умственной отсталостью (включается умственная отсталость с аутистическими чертами).
- F84.12 Атипичный аутизм без умственной отсталости (включается атипичный детский психоз).

В МКБ-10 выделены 2 основных типа атипичного аутизма:
- Начало расстройства в атипичном возрасте. Имеются все критерии детского аутизма, но расстройство начинает проявляться позже 3-х лет.
- Аутизм с атипичной симптоматикой. При данном типе расстройства отклонения развития наблюдаются до 3-х лет, но нет полной клинической картины детского аутизма (F84.0). Особенно это касается детей с выраженной умственной отсталостью, такие случаи называются умственной отсталостью с аутистическими чертами.

### Дифференциальная диагностика
В отличие от атипичного аутизма при синдроме Аспергера не наблюдается задержки речевого и когнитивного развития. Дифференциальная диагностика с шизофренией проводится как и при детском аутизме.

## Терапия и обучение
Основные цели терапии — снижение связанных с аутизмом проблем и снижение напряженности семейной обстановки, повышение качества жизни и самостоятельности аутиста.
Не существует единого оптимального метода терапии: она, как правило, подбирается индивидуально. Методологические ошибки, допускаемые при проведении исследований разных терапевтических подходов, не позволяют с уверенностью говорить об успешности того или иного подхода.
Некоторые улучшения отмечаются при использовании весьма различных методик психосоциальной помощи: это говорит лишь о том, что любая помощь лучше её отсутствия. Тем не менее, методология систематических обзоров остаётся на низком уровне, клинические результаты вмешательств в основном расплывчаты и не имеют достаточно данных для их сравнительной эффективности.
Программы интенсивного, длительного специального образования и поведенческой терапии на ранних этапах жизни могут помочь ребёнку в освоении навыков самопомощи, общения, поспособствовать обретению рабочих навыков, часто повышают уровень функционирования, снижают тяжесть симптомов и неадаптивного поведения.
Заявления о том, что помощь особо важна в возрасте около трёх лет, не подтверждены доказательствами. Несмотря на широкое использование безглютеновой диеты в качестве альтернативного лечения для людей, страдающих аутизмом, нет никаких доказательств того, что безглютеновая диета полезна при лечении симптомов аутизма.
Доступные подходы включают прикладной анализ поведения, Денверскую модель раннего вмешательства, использование «моделей развития» (англ. developmental models), структурированное обучение (TEACCH), логопедическую терапию, обучение социальным навыкам, трудотерапию.
В рамках прикладного анализа поведения выделились несколько подходов, ориентированных именно на детей с аутизмом и расстройствами аутистического спектра: обучение методом отдельных попыток (англ. discrete trial training), тренировка ключевого ответа (англ. pivotal response treatment), спонтанное обучение и прикладное речевое поведение (англ. applied verbal behavior). В некоторой степени дети выигрывают от такого образовательного вмешательства: интенсивное использование прикладного поведенческого анализа улучшило общий уровень функционирования детей дошкольного возраста, хорошо зарекомендовало себя как метод повышения интеллектуальных показателей детей раннего возраста.
Нейропсихологические данные часто плохо доводятся до учителей, что создаёт разрыв между рекомендациями и характером преподавания. Неизвестно, приводят ли программы для детей к значительным улучшениям после их взросления, а скупые исследования эффективности взрослых программ, осуществляемых по месту жительства, говорят о противоречивых результатах.
Для контроля аутистических симптомов при неуспехе поведенческого вмешательства, когда проявления расстройства не позволяют ребёнку интегрироваться в школьный коллектив либо семью, прибегают к помощи широкого списка медикаментов. Так, в США более половины детей с расстройствами аутистического спектра получают психотропные или противосудорожные препараты, причём чаще всего прописываются антидепрессанты, психостимуляторы и антипсихотики. За исключением последних, эффективность и безопасность применения различных средств при расстройствах аутистического спектра крайне слабо отражена в качественных научных публикациях. У человека с аутистическим расстройством лекарство может вызвать атипичную реакцию либо неблагоприятные побочные эффекты, при этом ни одно из известных средств не показало способности смягчать ключевые для аутизма коммуникативные и социальные проблемы.
Из-за трудностей в коммуникации дети-аутисты часто неспособны сообщить о побочных эффектах применяемых психотропных средств, а испытываемый ими вследствие этих побочных эффектов дискомфорт может проявляться усилением того самого патологического поведения, на которое направлено лечение. Исследования показали высокий риск развития у детей-аутистов экстрапирамидных побочных действий нейролептиков, в частности поздней дискинезии. Нейролептики нежелательно применять при аутизме, за исключением лишь наиболее тяжёлых случаев неконтролируемого поведения — при выраженной тенденции к самоповреждению и агрессивности, резистентной к другим вмешательствам (в случаях, когда неэффективными оказались поведенческая терапия, коррекция имеющихся неврологических и соматических нарушений, нормотимики и антидепрессанты).
Несмотря на доступность широкого спектра альтернативных подходов и методик, лишь немногие из них стали предметом научного исследования.
Данные о результатах таких подходов редко связаны с показателями качества жизни, и во многих программах используются мерки, не имеющие прогностической валидности и далёкие от действительности.
Организации, предлагающие услуги родителям аутистов, судя по всему, при выборе методик руководствуются в первую очередь не научными данными, а маркетинговыми предложениями авторов программ, доступностью обучения своих сотрудников и запросами родителей. Хотя большинство альтернативных методов, например использование мелатонина, вызывают лишь небольшие побочные эффекты, некоторые из них могут представлять риск для ребёнка. Так, исследование 2008 года показало, что в сравнении со сверстниками мальчики-аутисты, соблюдающие бесказеиновую диету, имеют более тонкие кости.
В 2005 году неадекватно проведенное хелирование убило пятилетнего ребёнка-аутиста.
Кетогенная диета по данным отдельных исследований обладает хорошим терапевтическим потенциалом благодаря своим нейрозащитным и противовоспалительным свойствам. Диета может быть использована при гипометаболизме глюкозы мозга. На 2018 год количество и качество исследований было недостаточно, чтобы рекомендовать диету всем больным.
Затраты на терапию аутизма велики; косвенные потери ещё выше. Согласно исследованию, проведенному в США, в среднем затраты на человека с аутизмом, родившегося в 2000 году, за его жизнь составят 3,2 млн долларов в покупательной способности 2003 года, при этом около 10 % уйдёт на медицинское обслуживание, 30 % на дополнительное образование и уход, а потери экономической производительности обусловят остальные 60 %.
Программы, финансируемые за счет грантов и пожертвований, зачастую не учитывают нужды конкретного ребёнка, и невозмещаемые личные затраты родителей на лекарства и другие средства терапии могут поставить семью в сложное финансовое положение. В исследовании, проведённом в 2008 году в США, было отмечено, что при наличии в семье ребёнка-аутиста средняя потеря годового дохода составляет 14 %, а в ещё одной связанной публикации говорится, что проблема заботы о ребёнке с аутистическим расстройством может сильно сказаться на работе родителя.
По достижении взрослого возраста на первый план выступают вопросы попечения по месту жительства, обретения профессии и поиска работы, сексуальных отношений, использования социальных навыков и имущественного планирования.